# Joan Abella i Creus
Joan Abella i Creus (Sabadell, 1968) és un gemmòleg i mineralogista descobridor de l'abellaïta, mineral que rep aquest nom en honor seu.

## Articles i publicacions
L'any 2008 va publicar el seu primer llibre "Minerals i Mines de la conca minera de Bellmunt del Priorat", una obra única en la localitat catalana de Bellmunt del Priorat, mai abans descrita. Es compon de tres parts: la primera és una discussió ben il·lustrada de la història de la mineria a la zona des de l'època proto-Ibèrica fins a l'actualitat. La segona part descriu la major part de les mines importants, així com els mètodes de benefici utilitzats. La tercera part és una descripció dels minerals que s'han trobat allà, acompanyats de 100 fotos de mostres de minerals de la seva pròpia col·lecció.
També ha col·laborat en la publicació de diversos llibres, com l'"Atles d'Associacions minerals en làmina Prima" del professor Joan Carles Melgarejo, "Minerales de España" de Joaquín Mollfulleda, "Minerales y Minas de España" de Miguel Calvo, i "Els Minerals de Catalunya" d'Eugeni Bareche. També va col·laborar en l'obra "Minerales y Piedras Preciosas", publicat a Madrid el 1994.
Ha escrit diversos articles per diverses revistes especialitzades en mineralogia, com la revista "Mineralogistes de Catalunya", editada pel Grup Mineralògic Català, o "Bocamina", editada pel Grup Mineralògic de Madrid. Destaca l'article "Plata antropogènica?" que va escriure sobre la plata de la mina Balcoll, a Falset (Tarragona), una mina explotada des del segle xiv pels Comtes de les Muntanyes de Prades i senyors de la Baronia d'Entença, que descriu com espècimens d'acantita es poden utilitzar per crear mostres de filferro de plata fets per l'home, es va traduir immediatament en diversos altres idiomes. Els exemplars de plata d'aquest indret són dels millors exemplars obtinguts a Espanya degut a la seva estètica cristal·lització.

## Descobriments

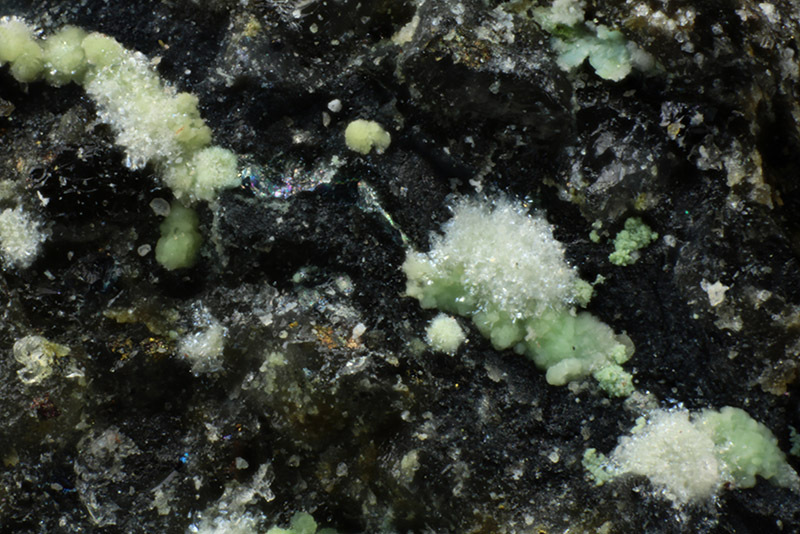
Abellaïta, mineral descobert per Joan Abella i que duu el seu nom

Una de les contribucions més significatives d'Abella ha estat la d'augmentar el coneixement del patrimoni mineralògic del país, per haver trobat, analitzat i publicat informació sobre una varietat d'espècies minerals que no havien estat prèviament trobades abans al territori. Alguns d'aquests minerals són la xantoconita de la mina Balcoll (Falset), l'hopeïta de la mina La Cresta (Bellmunt del Priorat), la natronambulita de la 1a mina de Joaquima (també a Bellmunt del Priorat), i l'arsenuranilita i la čejkaïta de la mina Eureka (Torre de Cabdella, Lleida). La troballa d'aquesta darrera espècie a la Torre de Cabdella va ser la segona cita al món. Destaca també la troballa de la breithauptita a la mina Balcoll, els millor exemplars cristal·litzats d'aquesta espècie trobats mai fins a la data a tot el món.
El 2015, l'Associació Mineralògica Internacional va aprovar com a nova espècie l'abellaïta, anomenada d'aquesta manera en honor seu. Va ser descoberta a la mina Eureka, a Castell-estaó (La Torre de Cabdella, Lleida). Aquest descobriment va suposar la primera localitat tipus a Catalunya, en ser el primer mineral que s'hi descobreix al territori. El material tipus, caracteritzat per investigadors de l'Institut de ciències de la terra Jaume Almera (CSIC) i de la Universitat de Barcelona, està dipositat en les col·leccions del Museu de Ciències Naturals de Barcelona, amb el número de mostra "MGB 26.350".